# Magnistipula
Genre
Magnistipula est un genre de plantes à fleurs de la famille des Chrysobalanaceae, décrit en 1905, que l'on rencontre en Afrique tropicale.

## Liste des espèces et sous-genres
Selon BioLib (24 juillet 2017) :
- sous-genre Magnistipula (Magnistipula subgen. Magnistipula)
  - Magnistipula bimarsupiata Letouzey
  - Magnistipula butayei De Wild.
  - Magnistipula conrauana Engl.
  - Magnistipula cuneatifolia Hauman
  - Magnistipula cupheiflora Mildbr.
  - Magnistipula devriesii Breteler
  - Magnistipula glaberrima Engl.
  - Magnistipula multinervia Burgt
  - Magnistipula sapinii De Wild.
  - Magnistipula zenkeri Engl.
- sous-genre Magnistipula (Magnistipula subgen. Pellegriniella) (Hauman) Prance
  - Magnistipula tessmannii (Engl.) Prance
- sous-genre Magnistipula (Magnistipula subgen. Tolmiella) F.White
  - Magnistipula cerebriformis (Capuron) F.White
  - Magnistipula tamenaka (Capuron) F.White

Selon BioLib (24 juillet 2017) :
- Magnistipula bimarsupiata Letouzey
- Magnistipula butayei De Wild.
- Magnistipula cerebriformis (Capuron) F.White
- Magnistipula conrauana Engl.
- Magnistipula cuneatifolia Hauman
- Magnistipula cupheiflora Mildbr.
- Magnistipula devriesii Breteler
- Magnistipula glaberrima Engl.
- Magnistipula multinervia Burgt
- Magnistipula sapinii De Wild.
- Magnistipula tamenaka (Capuron) F.White
- Magnistipula tessmannii (Engl.) Prance
- Magnistipula zenkeri Engl.

Selon Catalogue of Life (24 juillet 2017) :
- Magnistipula bimarsupiata Letouzey
- Magnistipula butayei De Wild.
- Magnistipula cerebriformis (Capuron) F.White
- Magnistipula conrauana Engl.
- Magnistipula cuneatifolia Hauman
- Magnistipula cupheiflora Mildbr.
- Magnistipula devriesii Breteler
- Magnistipula glaberrima Engl.
- Magnistipula sapinii De Wild.
- Magnistipula tamenaka (Capuron) F.White
- Magnistipula tessmannii (Engl.) Prance
- Magnistipula zenkeri Engl.

Selon World Checklist of Selected Plant Families (WCSP) (24 juillet 2017) :
- Magnistipula bimarsupiata Letouzey, Adansonia, n.s. (1976)
- Magnistipula butayei De Wild., Ann. Mus. Congo Belge, Bot., sér. 5 (1908)
  - sous-espèce Magnistipula butayei subsp. balingenbaensis Sothers, Prance & B.J.Pollard (2004)
  - sous-espèce Magnistipula butayei subsp. bangweolensis (R.E.Fr.) F.White (1976)
  - sous-espèce Magnistipula butayei subsp. butayei
  - sous-espèce Magnistipula butayei subsp. glabriuscula (Hauman) Champl. (1990)
  - sous-espèce Magnistipula butayei subsp. greenwayi (Brenan) F.White (1976)
  - sous-espèce Magnistipula butayei subsp. ituriensis Champl. (1990)
  - sous-espèce Magnistipula butayei subsp. korupensis Burgt (2010)
  - sous-espèce Magnistipula butayei subsp. montana (Hauman) F.White (1976)
  - sous-espèce Magnistipula butayei subsp. sargosii (Pellegr.) F.White (1976)
  - sous-espèce Magnistipula butayei subsp. tisserantii (Aubrév. & Pellegr.) F.White (1976)
  - sous-espèce Magnistipula butayei subsp. youngii (Mendes) F.White (1976)
- Magnistipula cerebriformis (Capuron) F.White (1979)
- Magnistipula conrauana Engl. (1905)
- Magnistipula cuneatifolia Hauman (1951)
- Magnistipula cupheiflora Mildbr. (1921)
  - sous-espèce Magnistipula cupheiflora subsp. cupheiflora
  - sous-espèce Magnistipula cupheiflora subsp. leonensis F.White (1976)
- Magnistipula devriesii Breteler (1995)
- Magnistipula glaberrima Engl. (1913)
- Magnistipula multinervia Burgt (2010)
- Magnistipula sapinii De Wild. (1911)
- Magnistipula tamenaka (Capuron) F.White (1979)
- Magnistipula tessmannii (Engl.) Prance, Bol. Soc. Brot., sér. 2 (1966)
- Magnistipula zenkeri Engl. (1905)

Selon NCBI (24 juillet 2017) :
- Magnistipula bimarsupiata
- Magnistipula butayei
- Magnistipula conrauana
- Magnistipula glaberrima
- Magnistipula tamenaka

Selon The Plant List (24 juillet 2017) :
- Magnistipula bimarsupiata Letouzey
- Magnistipula butayei De Wild.
- Magnistipula cerebriformis (Capuron) F.White
- Magnistipula conrauana Engl.
- Magnistipula cuneatifolia Hauman
- Magnistipula cupheiflora Mildbr.
- Magnistipula devriesii Breteler
- Magnistipula glaberrima Engl.
- Magnistipula multinervia Burgt
- Magnistipula sapinii De Wild.
- Magnistipula tamenaka (Capuron) F.White
- Magnistipula tessmannii (Engl.) Prance
- Magnistipula zenkeri Engl.

Selon Tropicos (24 juillet 2017) (Attention liste brute contenant possiblement des synonymes) :
- Magnistipula bangweolensis (R.E. Fr.) R.A. Graham
- Magnistipula bimarsupiata Letouzey
- Magnistipula butayei De Wild.
- Magnistipula cerebriformis (Capuron) F. White
- Magnistipula conrauana Engl.
- Magnistipula cuneatifolia Hauman
- Magnistipula cupheiflora Mildbr.
- Magnistipula devriesii Breteler
- Magnistipula eglandulosa (Greenway) R.A. Graham
- Magnistipula fleuryana (A. Chev.) Hauman
- Magnistipula glaberrima Engl.
- Magnistipula katangensis (Hauman) Mendes
- Magnistipula multinervia Burgt
- Magnistipula pallidiflora Engl.
- Magnistipula sapinii De Wild.
- Magnistipula tamenaka (Capuron) F. White
- Magnistipula tessmannii (Engl.) Prance
- Magnistipula youngii Mendes
- Magnistipula zenkeri Engl.